# David Ospina
David Ospina Ramírez (* 31. August 1988 in Medellín) ist ein kolumbianischer Fußballtorhüter.

## Vereinskarriere

### Atlético Nacional
Im Alter von 17 Jahren begann Ospina seine Karriere in der Jugend von Atlético Nacional in Medellín, der zweitgrößten Stadt Kolumbiens und zugleich Ospinas Geburtsstadt. 2005 gelang Ospina der Durchbruch in die Profimannschaft. Im Jahr 2006 setzte er sich als erster Torhüter durch, ein Jahr später gewann er das Eröffnungsturnier und das Abschlussturnier der Meisterschaft 2007 in Kolumbien. In der Primera A war er mit 18 Jahren somit der jüngste Spieler in der Geschichte, der beide Titel gewann.

### OGC Nizza
Zur Saison 2008/09 wechselte Ospina in die französische Ligue 1 zum OGC Nizza, nachdem auch die Boca Juniors Interesse gezeigt hatten. Die Ablösesumme für den Wechsel betrug schätzungsweise rund zwei Millionen Euro.
Ospina absolvierte am 18. Oktober 2008 gegen den AS Monaco sein erstes Ligaspiel für den OGC Nizza und spielte zunächst als Stammtorhüter, womit er seinen Vorgänger Hugo Lloris ablöste. Später entschied sich Nizzas Trainer Frédéric Antonetti jedoch dazu, zunächst dem weitaus erfahreneren Lionel Letizi den Vorzug zu geben, da er bei Ospina noch Entwicklungspotential sah. Seit der Saison 2009/10 war Ospina wieder der erste Torwart beim OGC Nizza.

### FC Arsenal
Zur Saison 2014/15 wechselte Ospina nach London zum FC Arsenal in die englische Premier League. Dort debütierte er am 23. September 2014 bei der 1:2-Heimniederlage im Ligapokal gegen den FC Southampton. Eine Woche später wurde er in der Champions League gegen Galatasaray Istanbul eingewechselt, nachdem sein Torhüterkollege Wojciech Szczęsny vom Platz gestellt worden war. Nach dem Jahreswechsel eroberte sich Ospina dann die Rolle der neuen „Nummer 1“ bei Arsenal. Zum Gewinn des FA Cups hatte er zuvor allerdings nur wenig beigetragen: Seine einzigen Einsatzminuten absolvierte er in der dritten Hauptrunde gegen Hull City (2:0); beim 4:0 im Finale gegen Aston Villa hatte wieder Szczęsny zwischen den Pfosten gestanden.
Zur Saison 2015/16 wurde der neu verpflichtete Tscheche Petr Čech zum neuen Stammtorhüter beim FC Arsenal und verdrängte Ospina damit wieder auf die Ersatzbank. Er kam in der Saison auf nur vier Ligaspiele, dazu drei Einsätze in der Champions League und vier weiteren im FA Cup 2015/16. In seiner letzten Saison für Arsenal absolvierte er seine meisten Einsätze – zehn – in der UEFA Europa League, in der Liga kam er kaum zum Einsatz. Im ersten Spiel der Premier-League-Saison 2018/19 stand er hinter Stammkeeper Petr Čech und Neuzugang Bernd Leno nicht einmal mehr im Kader.

### SSC Neapel
Nach der Verpflichtung von Bernd Leno durch den FC Arsenal suchte David Ospina nach einer Möglichkeit, regelmäßiger zum Einsatz zu kommen. Am 15. August 2018 einigte sich der italienische Erstligist SSC Neapel auf eine einjährige Leihe mit Kaufoption. Ausschlaggebend war unter anderem die Verletzung von Neuzugang Alex Meret.
Ospina entwickelte sich schnell zu einer wichtigen Figur im Team von Trainer Carlo Ancelotti. Während seiner Leihsaison kam er auf 24 Pflichtspieleinsätze, davon 17 in der Serie A. Seine Ruhe am Ball und seine Fähigkeiten im Spielaufbau passten gut zum Stil Neapels. Ein Schlüsselmoment ereignete sich am 17. März 2019, als er im Ligaspiel gegen Udinese nach einem Zusammenprall mit Ignacio Pussetto eine schwere Kopfverletzung erlitt. Trotz einer Bandage spielte er kurz weiter, kollabierte jedoch noch vor der Halbzeit und wurde ins Krankenhaus eingeliefert. Untersuchungen ergaben glücklicherweise keine bleibenden Schäden.
Am 4. Juli 2019 zog Neapel die Kaufoption und verpflichtete Ospina dauerhaft vom FC Arsenal.
In der folgenden Saison teilte er sich zunächst die Spielzeit mit Alex Meret, setzte sich unter Trainer Gennaro Gattuso jedoch als Stammkeeper durch – vor allem wegen seiner besseren Spieleröffnung. Er kam auf insgesamt 23 Einsätze, darunter 17 in der Liga. Besonders in Erinnerung blieb das Halbfinale der Coppa Italia gegen Inter Mailand. Nach einem Fehler bei einer Ecke, der zum Gegentor durch Christian Eriksen führte, machte Ospina dies später mit wichtigen Paraden und einer Torvorlage per langem Ball auf Dries Mertens wett. Neapel zog mit einem 2:1-Gesamterfolg ins Finale ein, wo Ospina allerdings gesperrt fehlte. Meret stand im Tor und Neapel besiegte Juventus im Elfmeterschießen.
Auch in der Saison 2020/21 war Ospina eine feste Größe im Kader. Er absolvierte 23 Spiele, davon 16 in der Serie A, und blieb achtmal ohne Gegentor. Seine präzise Spieleröffnung und Übersicht waren zentrale Bestandteile von Gattusos ballbesitzorientierter Spielweise. Trotz kleinerer Verletzungen zeigte er konstant starke Leistungen. Napoli verpasste die Qualifikation zur Champions League knapp und wurde Fünfter.
Die Saison 2021/22 war Ospinas aktivste in Neapel. Unter Trainer Luciano Spalletti wurde er zur unangefochtenen Nummer eins. Er bestritt 33 Pflichtspiele, darunter 31 in der Liga, blieb 13-mal ohne Gegentor und kassierte lediglich 25 Gegentreffer – ein Schnitt von 0,81 pro Spiel. Napoli wurde Dritter und lieferte eine starke, wenn auch letztlich erfolglose Titeljagd. Am Ende der Saison verließ er den Verein ablösefrei.

### Al-Nassr
Nach seinem Abschied aus Neapel wechselte Ospina am 11. Juli 2022 zum saudi-arabischen Klub Al-Nassr. Mit seiner Erfahrung sollte er den Klub in der Saudi Pro League unterstützen.
In der Saison 2022/23 etablierte er sich schnell als Stammtorhüter. In 13 Ligaspielen blieb er mehrmals ohne Gegentor und trug mit nur sechs Gegentoren in diesen Partien wesentlich zur defensiven Stabilität bei. Der Klub geriet durch die Verpflichtung von Superstar Cristiano Ronaldo im Januar 2023 weltweit in den Fokus. Ospina war eine wichtige Führungspersönlichkeit in einem Team, das durch zahlreiche internationale Neuzugänge verstärkt wurde.
Am 14. Januar 2023 zog er sich in einem Ligaspiel gegen Al-Shabab eine schwere Ellbogenverletzung zu. Die notwendige Operation bedeutete das vorzeitige Saisonende für ihn. Sein Fehlen war ein Rückschlag für Al-Nassrs Titelambitionen. Am Ende wurde das Team Vizemeister, fünf Punkte hinter dem späteren Champion Al-Ittihad. Im Pokal kam Ospina einmal zum Einsatz, bevor Al-Nassr im Halbfinale gegen Al-Wahda ausschied.
Die Saison 2023/24 war von den Nachwirkungen der Ellbogenverletzung geprägt. Ospina kehrte erst im März 2024 zurück und kam insgesamt nur auf elf Einsätze in allen Wettbewerben – davon lediglich ein Ligaspiel. Während seiner Abwesenheit vertraute Al-Nassr auf andere Torhüter wie Nawaf Al-Aqidi und Raghed Al-Najjar.
Im nationalen Pokal erreichte man das Finale, unterlag jedoch Al-Hilal im Elfmeterschießen nach einem 1:1. In der Arab Club Champions Cup gewann al-Nassr den Titel, Ospina fehlte im Endspiel verletzungsbedingt. In der AFC Champions League scheiterte die Mannschaft im Viertelfinale an Al Ain im Elfmeterschießen. Ospina stand im Rückspiel im Tor, parierte einen Strafstoß, doch das Team schied dennoch aus.

### Rückkehr zu Atlético Nacional
Am 30. Juni 2024 kehrte David Ospina zu seinem Jugendverein Atlético Nacional zurück.
In der Copa Colombia 2024 führte Ospina sein Team zum Titelgewinn – seinem ersten in diesem Wettbewerb. Im Finale setzte sich Atlético Nacional mit einem Gesamtergebnis von 3:1 gegen América de Cali durch, wobei das Rückspiel torlos endete. Ospina spielte eine zentrale Rolle beim Erreichen des Erfolgs. Er bestritt sechs Partien im Turnierverlauf – und blieb in allen ungeschlagen.

## Nationalmannschaftskarriere

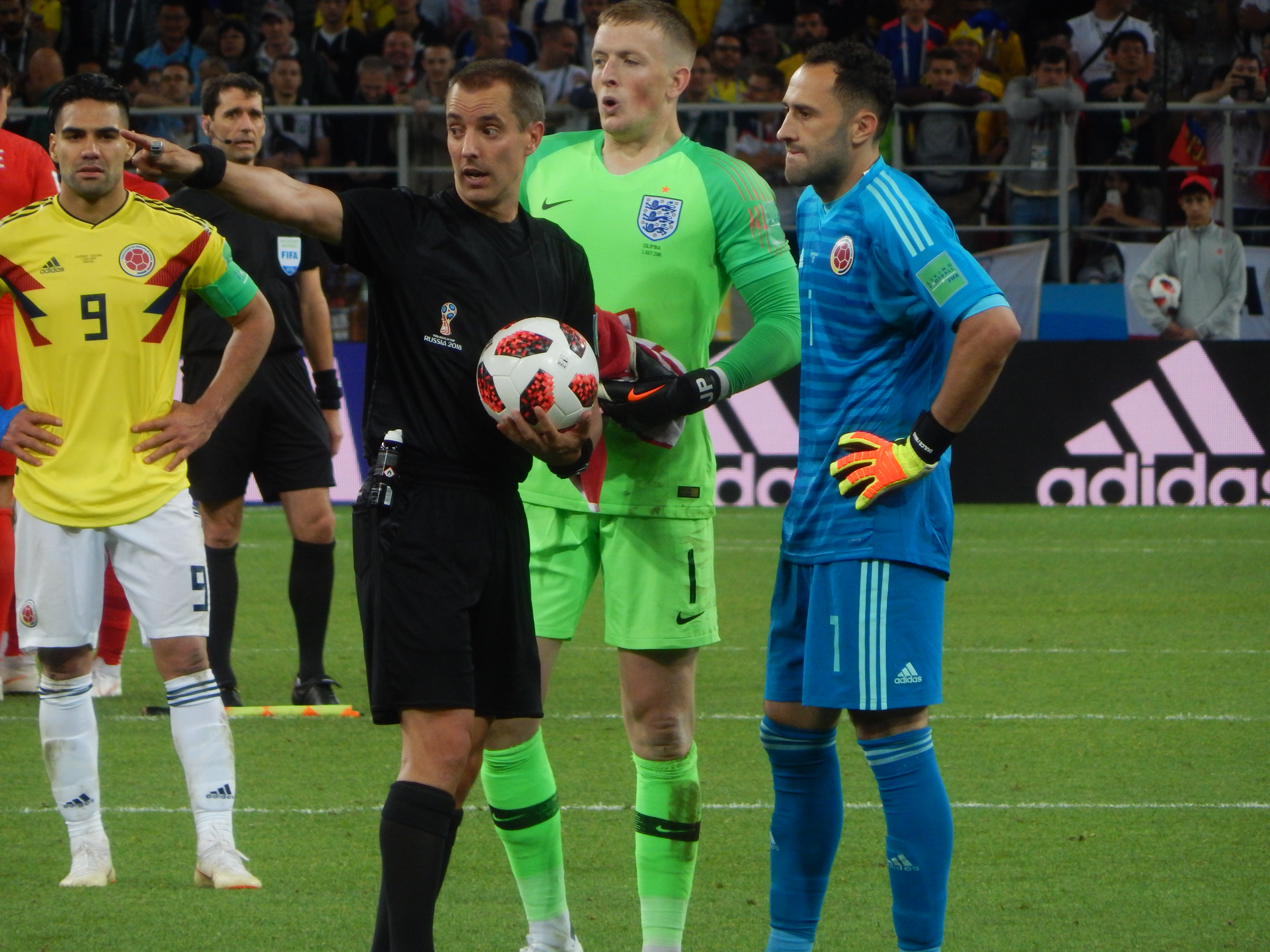
Ospina (rechts) bei der Weltmeisterschaft 2018 im Spiel gegen England

Im Jahr 2005 nahm Ospina an der U-20-WM in den Niederlanden teil. Nach drei Vorrundensiegen gegen Italien (2:0), Kanada (2:0) und Syrien (2:0) unterlag er mit der kolumbianischen Nationalmannschaft im Achtelfinale gegen die argentinische Mannschaft, die unter anderem mit Sergio Agüero und Lionel Messi spielte, mit 1:2.
Am 7. Februar 2007 kam er im Freundschaftsspiel gegen die uruguayische Nationalmannschaft zu seinem ersten Einsatz in der Nationalmannschaft von Kolumbien. Das Spiel endete mit einem 3:1-Sieg für Kolumbien.
Während der Qualifikation zur Weltmeisterschaft 2010 gegen Bolivien wurde Ospina mit seinem Alter von 20 Jahren der zweitjüngste Torhüter, der je für die kolumbianische Nationalmannschaft in der Startaufstellung stand. Kolumbien konnte sich für die Weltmeisterschaft 2010 in Südafrika nicht qualifizieren.
Ospina stand im Kader für den Copa América 2011, zog sich aber im Rahmen der Vorbereitung nach einer Kollision mit Hugo Rodallega eine Gesichtsverletzung zu und musste verletzungsbedingt abreisen. Für ihn spielte Neco Martínez im Wettbewerb als Stammtorhüter.
An der Fußball-Weltmeisterschaft 2014 in Brasilien nahm Ospina mit der kolumbianischen Nationalmannschaft teil und erreichte mit ihr das Viertelfinale. Er kam in allen fünf WM-Spielen Kolumbiens zum Einsatz. Auch für die Copa América Centenario 2016 in den USA wurde Ospina von Nationaltrainer José Pekerman nominiert.
Bei der Fußball-Weltmeisterschaft 2018 in Russland gehörte er zum kolumbianischen Aufgebot. Er absolvierte alle vier Spiele und schied mit der Mannschaft im Achtelfinale gegen England im Elfmeterschießen aus.
Bei der Copa América 2019 erreichte er mit seiner Mannschaft das Viertelfinale gegen Titelverteidiger Chile. Nach 90 torlosen Minuten wurde das Elfmeterschießen mit 4:5 verloren.
Am 6. September 2019 bestritt er beim Freundschaftsspiel gegen Brasilien sein 100. Länderspiel.
Am 4. Juli 2021 löste Ospina mit seinem 112. Länderspiel Carlos Valderrama als Rekordnationalspieler Kolumbiens ab. Im Viertelfinalspiel gegen Uruguay bei der Copa América avancierte Ospina gleichzeitig zum Matchwinner, da er beim 4:2-Erfolg nach Elfmeterschießen 2 Elfmeter hielt.

## Erfolge/Titel
Atlético Nacional
- Primera A: 2005, 2007, 2023
- Copa Colombia: 2023
- Superliga de Colombia: 2023

FC Arsenal
- FA Cup: 2015, 2017

SSC Neapel
- Coppa Italia: 2020

## Privat
Ospina ist mit Jessica Sterling verheiratet und hat eine Tochter und einen Sohn. Seine Schwester Daniela war sechs Jahre lang mit seinem Nationalmannschaftskollegen James Rodríguez verheiratet.